# Нагатинская улица

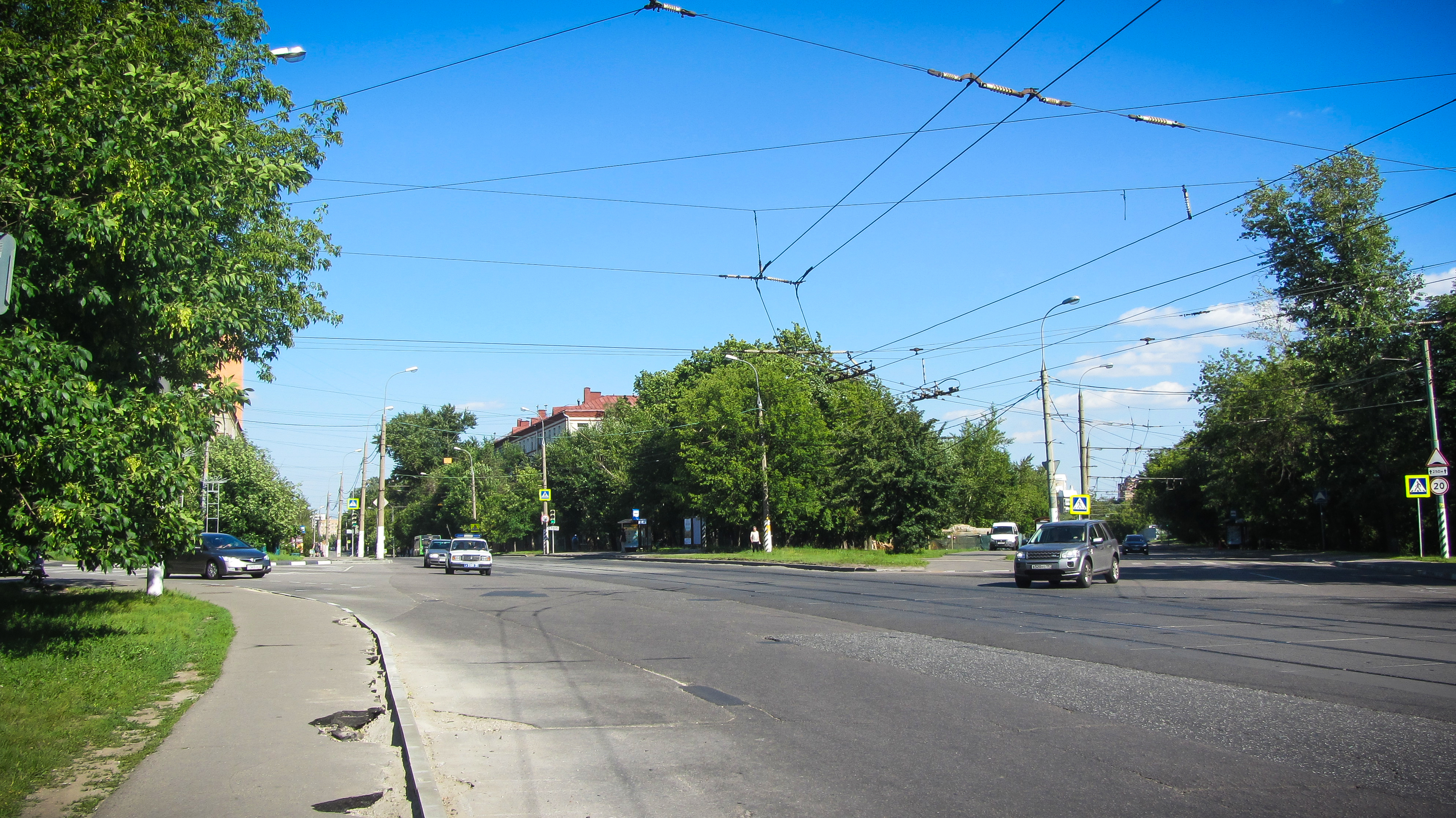
Слева: ул. Высокая, посередине: Нагатинская ул., справа: ул. Садовники

Нага́тинская у́лица (часть улицы — бывшее Нагатинское шоссе) — улица в районе Нагатино-Садовники Южного административного округа города Москвы.
Проходит от Варшавского шоссе до проспекта Андропова, параллельно Нагатинской набережной, которая пролегает слева от неё вдоль Москвы-реки. Нумерация домов ведётся от Варшавского шоссе. В самом начале улица проходит через промзону Варшавское шоссе № 2 (слева), чуть дальше — через промзону № 29 Нагатино. Нагатинская улица пересекает 1-й Нагатинский проезд, 2-й Нагатинский проезд, Нагатинский бульвар, Высокую улицу и улицу Садовники. За проспектом Андропова она переходит в улицу Новинки.

## Происхождение названия
Название дано в 1964 году по названию местности Нагатино, в которую ведёт улица.

## История
В 1892 году художник Василий Верещагин на окраине деревни Нижние Котлы, вблизи современной Нагатинской улицы, купил участок, на котором по собственному проекту построил дом и мастерскую. После гибели художника в 1904 году его вдова продала дом, который новый владелец пустил на слом.
В связи с интенсивной застройкой юга Москвы в 1964 году часть бывшего Нагатинского шоссе получила название Нагатинской улицы.

## Примечательные здания и сооружения
По нечётной стороне:
- № 1/41 —
- № 3а —
- № 5 —
- № 9 (корп. 1 и 2) — 12-этажные дома серии II-18/12, построены в 1969г.
- № 11 (корп. 1 и 2) — 12-этажные дома серии II-18/12, построены в 1969г.
- № 13 (корп. 1 и 2) — 12-этажные дома серии II-18/12, построены в 1969г, (корп. 3)- 3-этажный дом серии серии И-1158, построен в 1969г-Учреждение дошкольного образования ГБОУ Школа № 978 (здание № 7) бывш. детский сад № 1873 (ГБОУ детский сад № 1873) , корпус №7 "Аква".
- № 15 (корп. 1, 2) — 12-этажные дома серии II-18/12, построены в 1969г. (корп. 3) - 14-этажный дом серии П-46, построен в 1994 г.
- № 17 (корп. 1) —
- № 19 —
- № 21 (корп. 1 и 2) —
- № 29 (корп. 1, 2 и 3) —
- № 33 —
- № 33 (корп. 2) —
- № 35 —
- № 35 (корп. 2 и 3) —

По чётной стороне:
- № 2 — переделанные дома 1920-1930-х годов.
- № 4 — 5-этажный дом начала 1950-х годов из серого силикатного кирпича, украшен лепниной.
- № 6 — 5-этажный дом начала 1950-х годов из серого силикатного кирпича, украшен лепниной.
- № 8 — МРЭО ГИБДД ЮАО.
- № 10 —
- № 12 — 7-й троллейбусный парк.
- № 14 —
- № 16 — длинный трёхэтажный корпус 1930-х годов с позднейшими перестройками. Сейчас — ТЦ "Конфетти", Бизнес-центр "Imagine-plaza". Принадлежит ОАО «Московский завод карданных валов».
- № 18 —
- № 20 —
- № 22 (корп. 2) —
- № 28 (корп. 2) —
- № 30 —
- № 32 —

## Транспорт
- Метро «Нагатинская» (150 м до начала улицы), далее автобус с811, трамваи 47, 49.
- Метро «Коломенская».
- По улице проходит трамвайная линия (маршруты 47, 49). От Варшавского шоссе она проложена обособленно от дорожного полотна по южной стороне улицы. У пересечения Нагатинской улицы с Нагатинским бульваром трамвайная линия переходит с обособленного полотна на центральную часть улицы до пересечения с проспектом Андропова[3].
- Автомобильное движение по Нагатинской улице двустороннее.
- На Нагатинской улице расположен знаменитый перекрёсток семи дорог, пересечение которого требует как от пешехода, так и от водителя хорошей сноровки и особой внимательности. При движении на автомобиле по Нагатинской улице на восток (от станции метро «Нагатинская» к станции метро «Коломенская»), пересекая этот перекрёсток, следует проезжать как можно правее, чтобы не оказаться на встречной полосе Нагатинской улицы.
- На этой улице была троллейбусная линия, а также до июля 2014 года проходил троллейбус 46).